# Connangles
Connangles là một xã thuộc tỉnh Haute-Loire nam trung bộ nước Pháp. Xã Connangles nằm ở khu vực có độ cao trung bình mét trên mực nước biển.
Sông Senouire tạo thành phần lớn ranh giới đông bắc thị trấn, sau đó chảy theo hướng tây nam qua đông nam thị trấn.